# Josep Maria Bardagí
Josep Maria Bardagí, ou Josep Maria Bardagí i Freixas (né le 11 octobre 1950 à Barcelone, en Catalogne, et décédé le 24 février 2001), est un musicien, compositeur et interprète espagnol en collaboration avec différents membres de la Nova Cançó.

## Biographie
Il collabore avec divers interprètes et auteurs de la Nova Cançó, tels que Raimon, Maria del Mar Bonet, qu'il accompagne lors de son récital à l'Olympia de Paris en 1975, et Francesc Pi de la Serra, avec qui il entretient une longue relation personnelle et professionnelle, collaborant aux arrangements et à la production, par exemple sur son album Amunt i avall, dédié à la mémoire d'Ovidi Montllor. Il collabore également à des enregistrements avec Joan Baptista Humet, sur des chansons telles que Despiértame al amanecer, Tan viejo et Madreselva, avec l'album Diálogos en 1975, ainsi qu'avec Francesc Burrull, l'arrangeur de Serrat sur l'album dédié à Miguel Hernández.
Le 24 février 2001, Josep Maria Bardagí décède d'une crise cardiaque. Serrat et Sabina sont les promoteurs du concert hommage Sense Bardagí, qui a lieu le 28 juin 2001 au Palau Sant Jordi de Barcelone, bien que l'angine dont Serrat avait souffert la veille l'ait empêché de participer à l'hommage rendu à son ami et compagnon Joaquín Sabina, Ana Belén, Víctor Manuel, El Gran Wyoming, Josep Mas (Kitflus), Ricard Miralles et Jofre Bardagí, entre autres, participent finalement au concert.